# Qiantu
Qiantu Motor es un fabricante de automóviles chino. Tiene su sede en Suzhou. Se especializa en el diseño y desarrollo de vehículos eléctricos.

## Fundador
El presidente de la empresa, Lu Qun se graduó de la Universidad de Tsinghua en 1990. Posteriormente trabajó como ingeniero en Beijing Jeep Automobile Co., Ltd. Se convirtió en ingeniero de pruebas de motores y jefe de sección de planificación de productos, así como gerente de ingeniería de productos y otros puestos, y luego se convirtió en ejecutivo de la empresa.  
En 2003, trece años después de unirse a Beijing Jeep, Lu Qun renunció.
Después de dejar Beijing Jeep, Lu Qun y sus socios fundaron Beijing Great Wall Huaguan Automobile Technology Co., Ltd.

## Línea de tiempo
- En 2010, se estableció oficialmente la División de Vehículos Eléctricos de Beijing Great Wall Huaguan Automobile Technology Co., Ltd.[cita requerida]

- En 2014, se construyeron los primeros automóviles conceptuales y prototipos de Great Wall Huaguan. Fue nombrado K50. Su pequeño logotipo libélula significa que el Qiantu K50 será tan ligero, pequeño y silencioso como una libélula.

- El Qiantu K50 debutó durante el Shanghai Auto Show 2015. El K50 es pionero en la fabricación de automóviles deportivos eléctricos para China. Su carrocería está fabricada en fibra de carbono. Después del salón del automóvil, la compañía mejoró el K50 y, después de someterse a pruebas de choque, durabilidad, rendimiento y otras pruebas, Qiantu también desarrolló un sistema ESP exclusivamente para el K50 para garantizar la seguridad. También se mejoró la maniobrabilidad. Qiantu cooperó con el proveedor de paneles de instrumentos IAC para desarrollar los paneles interiores del vehículo.

- Durante el Salón del Automóvil de Beijing de 2016[1],El K50 se exhibió como versión convertible y como versión de preproducción. Seis meses después, la Comisión Nacional de Desarrollo y Reforma aprobó el proyecto. En 2017, Qiantu Auto hizo su debut en el salón del automóvil con una gama de tres coches.

- Durante el Beijing Auto Show de 2018, Qiantu Auto trajo al show el K50 y dos nuevos concept cars, el K20 y el Concept 1.

- El 30 de junio de 2018, el Qiantu K50 entró en producción en masa y más de un mes después se entregó el primer lote de K50.

- En junio de 2022, se presenta el Qiantu K20.

## Vehículos

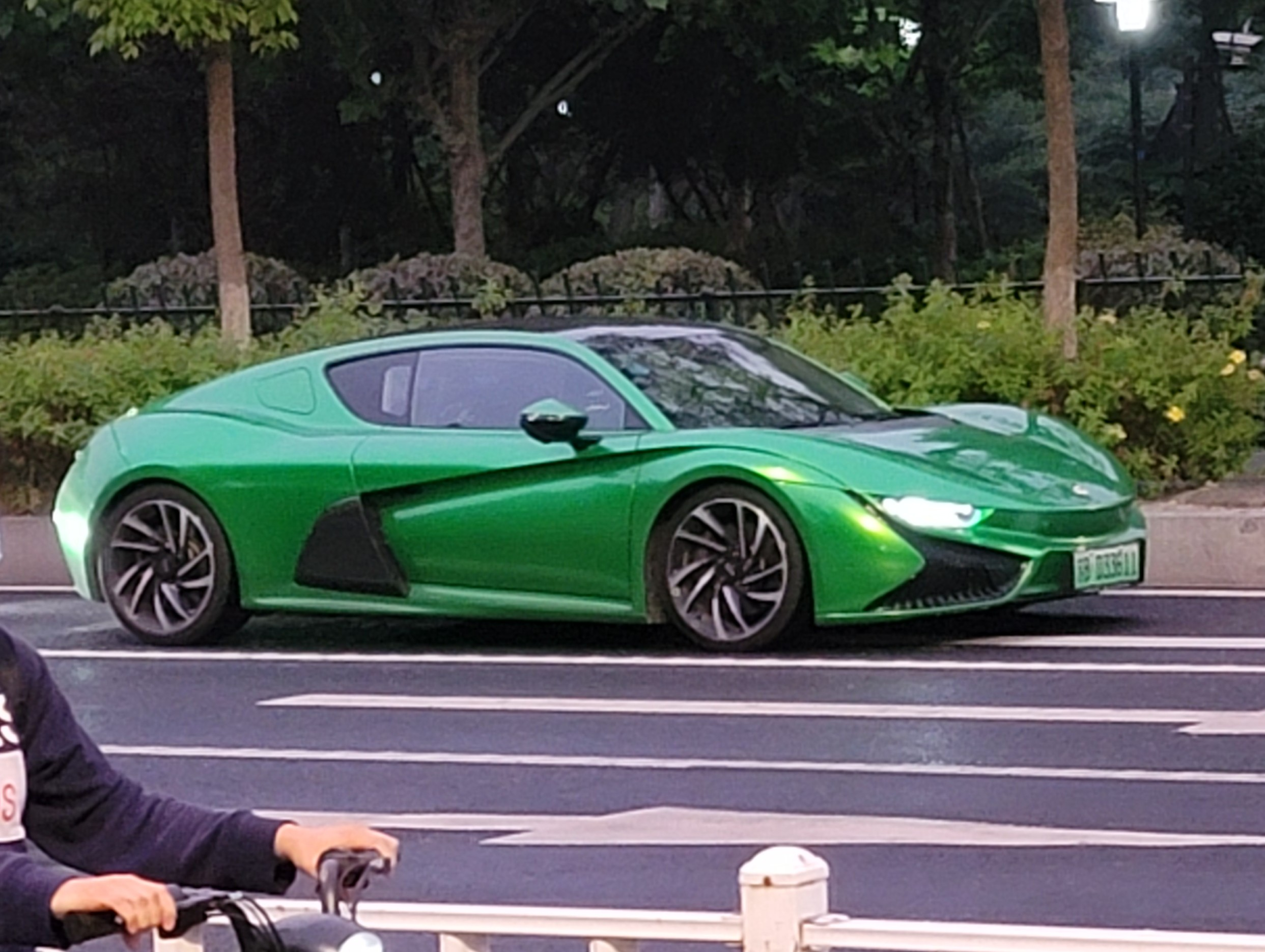
Qiantu K50
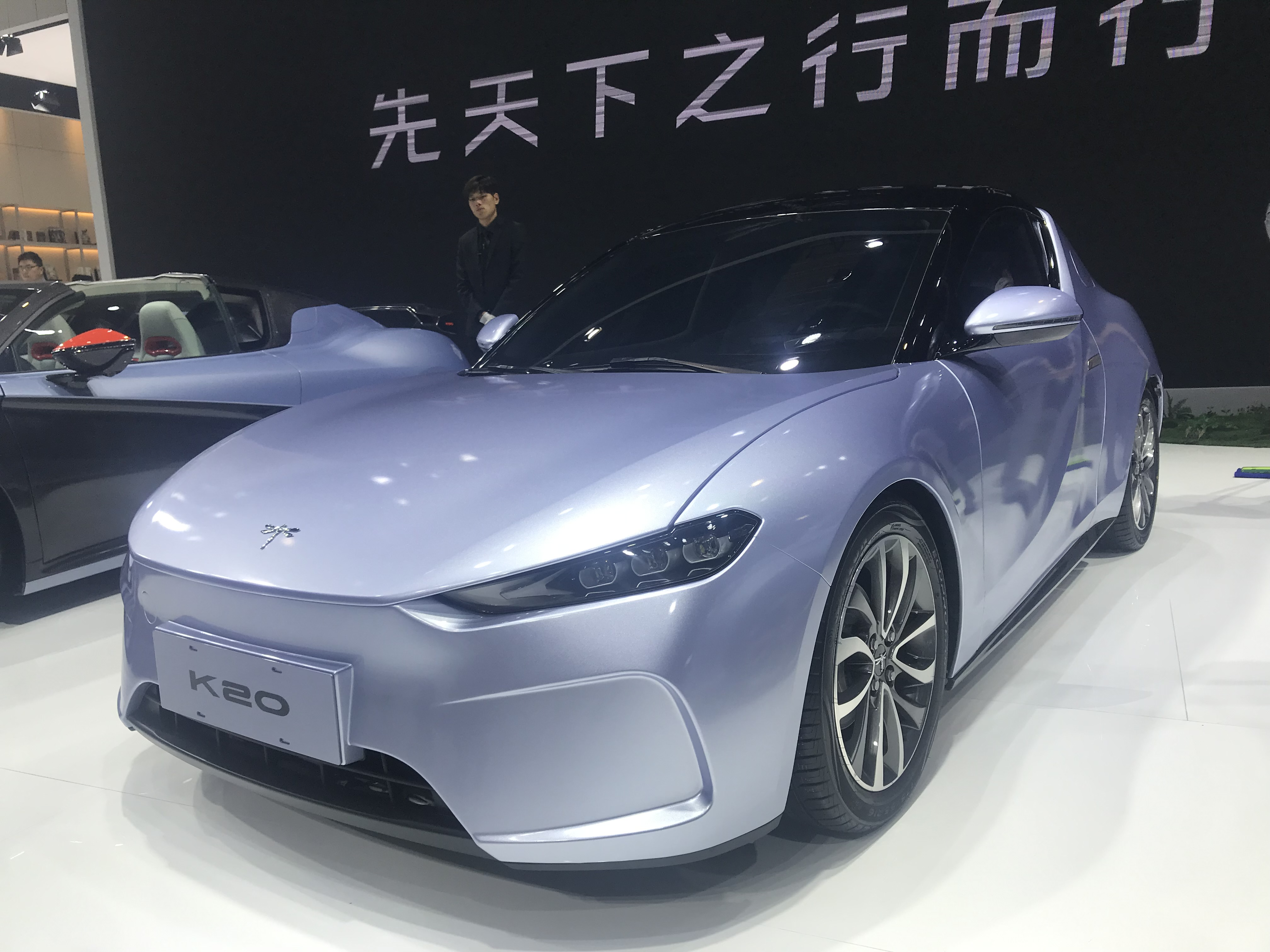
Qiantu K20
- Qiantu K50 Spyder Concept
- Qiantu K25 Concept
- Qiantu Concept 1
- Qiantu Concept 2

- Qiantu K50
- Qiantu K20